# Euxoa siliginis
Euxoa siliginis är en fjärilsart som beskrevs av Achille Guenée 1852. Euxoa siliginis ingår i släktet Euxoa och familjen nattflyn. Inga underarter finns listade i Catalogue of Life.